# Cantó de Coligny
El cantó de Coligny era una divisió administrativa francesa del departament de l'Ain. Comptava amb 9 municipis i el cap era Coligny. Va desaparèixer el 2015.

## Municipis
- Beaupont
- Bény
- Coligny
- Domsure
- Marboz
- Pirajoux
- Salavre
- Verjon
- Villemotier

## Història
| Data d'elecció                           | Identitat     | Partit                     | Qualitat |
| ---------------------------------------- | ------------- | -------------------------- | -------- |
| 1945-1955                                | Charles Robin | MRP                        |          |
| 1955-1979                                | Louis Robin   | FGDS, després PS           |          |
| 1979-1998                                | Marc Vulin    | UDF-CDS                    |          |
| 1998-2011                                | Jean Bernadac | Divers droite, després UMP |          |
| 2011-2015                                | Alain Gestas  | Divers gauche              |          |
| les dades anteriors no són pas conegudes |               |                            |          |
|                                          |               |                            |          |

## Demografia
| A partir de 1990: Població sense dobles comptes |